# Antonio González "El Pampa"
Antonio González Gutiérrez apodado «El Pampa» González (Argentina, 21 de octubre de 1923 - Montevideo, 18 de agosto de 2004) fue un recitador y compositor de música popular y carnavalera uruguayo de origen argentino.

## Biografía
Argentino de nacimiento, se radicó en Uruguay en su juventud donde desarrolló su carrera artística. Si bien a lo largo de esta compuso milongas, tangos, valses, candombes y habaneras, fue conocido principalmente por sus dotes como recitador. Su voz quedó registrada en varios fonogramas en los cuales generalmente interpretó textos gauchescos de autores como Osiris Rodríguez Castillos, Yamandú Rodríguez, Serafín J. García y José Larralde, entre otros.
Durante años realizó un sketch humorístico junto al actor Cacho de la Cruz en el programa "El show del mediodía".
Alejado del medio artístico en sus últimos años trabajó en los vestuarios del club Hebraica y Macabi.

## Discografía
- La credencial de niebla (Sondor 33072)
- Mi madre india (Sondor 33121. 1971)
- La gesta de Aparicio (álbum colectivo junto a Carlos María Fossati, Cimarrones y Carlos Benavides. Sondor 44023. 1975)